# Intime conviction du juge
Pour les articles homonymes, voir Intime conviction (homonymie).
L'intime conviction du juge est une notion de droit français, introduite aux articles 427 et 353 du Code de procédure pénale dans les termes suivants : « le juge décide d'après son intime conviction », et « avez-vous une intime conviction ? » Elle constitue la méthode d'évaluation de la preuve en droit pénal français, et se distingue de la common law qui utilise un fardeau de la preuve hors de tout doute raisonnable.

## En France
En droit français, l'intime conviction du juge selon une appréciation libre de la preuve est la méthode d'évaluation de la preuve en matière pénale.
Selon l'auteur Jean-Marie Fayol-Noireterre, « l'intime conviction est une méthode de jugement permettant de prendre en compte l’acte à juger et la personne dans leur réalité et dans leur subjectivité, en ouvrant aux juges l’accès à tout moyen de preuve : par la parole, par la science, par les éléments psychologiques ».
Les articles 427 et 353 du Code de procédure pénale énoncent la règle de l'intime conviction du juge,.
François-Louis Coste, magistrat, qui a recherché l'histoire de ces articles pour en préciser le sens fait remarquer que la rédaction de l'article 353 du code de procédure pénale vient initialement d'une circulaire dont le texte a été repris à l'article 24 du Titre VI de la loi des 16-29 septembre 1791 puis dans les codes successifs. Il note que dans la question posée au jurés de savoir "quelle impression ont fait sur leur raison les preuves rapportées contre l'accusé et les moyens de sa défense" le mot "impression" doit s'entendre au sens que lui donne l'imprimerie et non pas au sens figuré que provoquent les sentiments. Si bien qu'au terme des débats devant la cour d'assises, la question est finalement de savoir si les preuves de culpabilité sont acérées ou émoussées : "Gravent-elles le mot coupable sur la raison, comme le stylet creuse le marbre, pour être déchiffré par le regard sincère de la conscience?". La question finalement posée : "Avez-vous une intime conviction?" n'est que le résumé très sommaire des principes énoncés dans les développements qui précèdent.

## Comparaison avec la common law
De telles notions de preuve sont étrangères à la common law. La common law utilise plutôt un fardeau de preuve hors de tout doute raisonnable, dans lequel le juge ne peut condamner une personne que s'il ne reste plus aucun doute raisonnable dans son esprit. La common law a davantage tendance à normer et à objectiver la preuve, en suivant un raisonnement empirique, afin que le résultat d'un procès ne soit pas seulement une question de conviction personnelle ou intime du juge.
Dans les faits, la notion de "hors de tout doute raisonnable" s'inspire de la formulation de Blackstone : « il vaut mieux que dix coupables s'échappent plutôt qu'un seul innocent ne souffre ». Cette formulation serait elle-même ultimement tirée du livre de la Genèse (au chapitre 18, versets 23 à 32),.
Bien qu'il n'y ait pas de consensus, la notion d'« intime conviction » du juge est régulièrement considérée comme moins précise ou moins objective que celle de « preuve hors de tout doute raisonnable », ce qui pourrait être à l'origine de la décision de la Belgique de remplacer la première formulation par la seconde.